# تیقصراین
تیقصراین یک منطقهٔ مسکونی در الجزایر است که در استان الجزیره واقع شده‌است.